# Reloj calculador

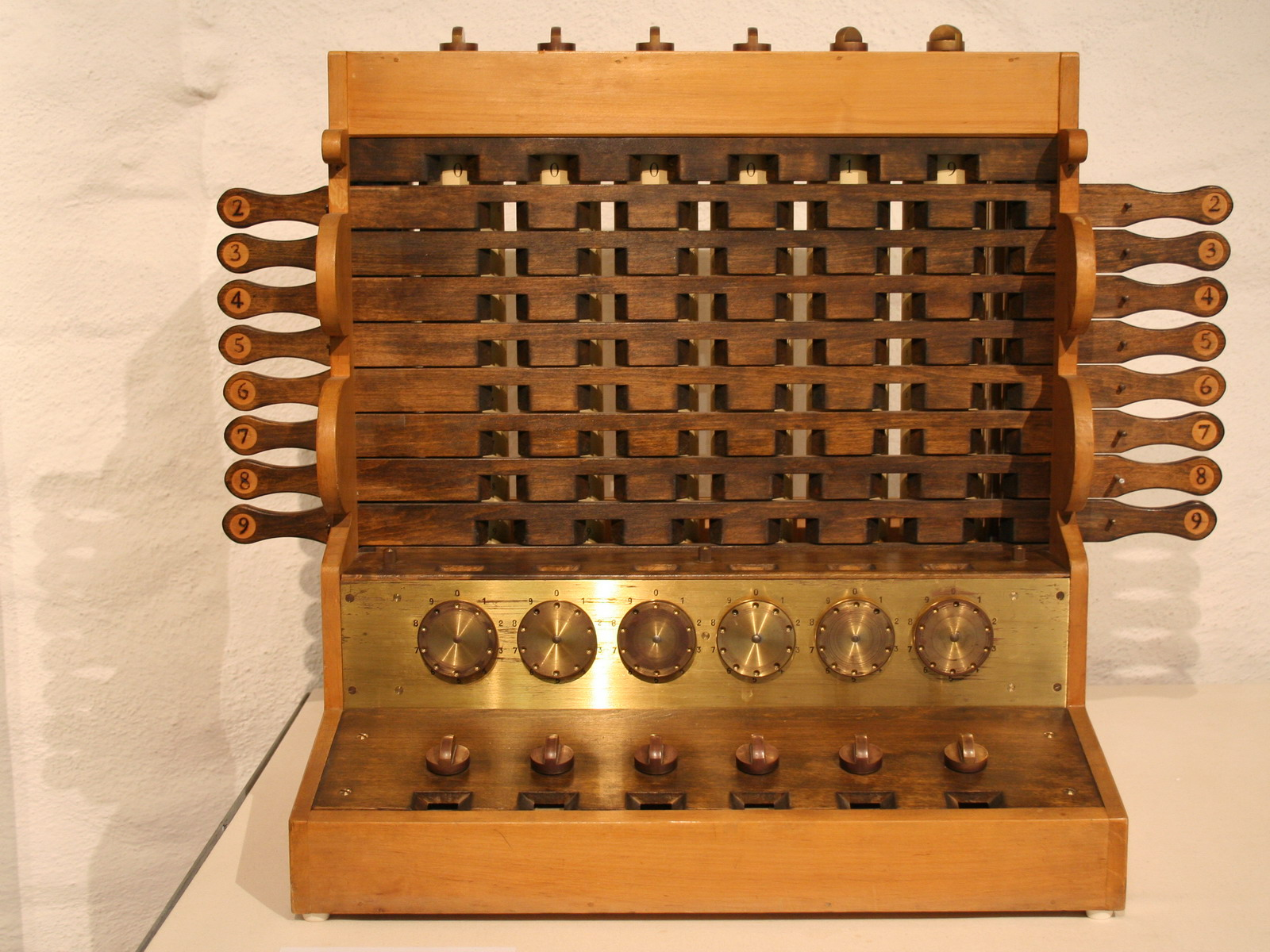
Réplica de un reloj calculador o máquina de Schickard.

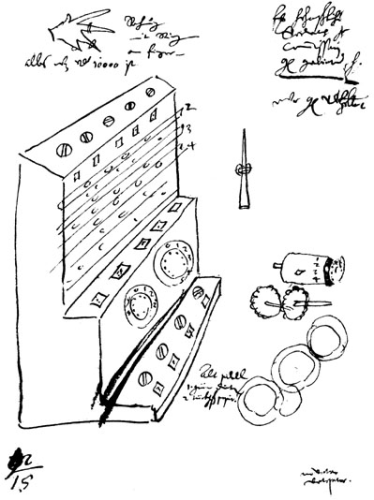
Esquemas y gráficos del funcionamiento del reloj calculador y su construcción que Schickard adjuntó con una de las cartas que envió a Kepler.

El reloj calculador o también denominado máquina de Schickard es una máquina automática creada en 1623 por el matemático alemán Wilhelm Schickard.

## Historia
Fue la primera de la historia al ser construida (Leonardo da Vinci ya había diseñado una máquina sumadora, pero esta no se había llegado nunca a construir debido al avance de la tecnología en aquel momento). El reloj calculador podía realizar, a través de métodos totalmente mecánicos, las cuatro operaciones aritméticas elementales: sumar, restar, multiplicar y dividir. La máquina incorporaba el principio de regletas de John Napier. El reloj calculador no tuvo influencia en el desarrollo de las posteriores máquinas calculadoras, puesto que el invento permaneció desconocido para el resto del mundo.
El año 1957 el historiador Franz Hammer encontró una serie de cartas epistolares, que Schickard había enviado al astrónomo Johannes Kepler, donde describía la máquina. En una carta datada el 20 de septiembre de 1623, Schickard le dijo a Kepler:

Lo que haces tú con el cálculo manual, lo he intentado yo hace poco pero mecánicamente... He construido una máquina que cuenta inmediata y automáticamente los números dados, suma, multiplica y divide... Estoy seguro que estallarás de alegría cuando veas como transporta el que se lleva de las decenas o centésimas o cómo descuenta las sustracciones...

A la carta del 25 de febrero de 1624, incluyó dibujos en los que ilustraba la construcción del aparato. Actualmente se sabe que Schickard estaba construyendo una de estas máquinas por Kepler, pero que antes de que estuviera finalizada, se quemó en un incendio. De las otras originales que fabricó no se sabe nada.

## Funcionamiento
El aparato combinaba un ábaco neperiano de rodillos a la parte superior con un ábaco de círculos tipo pascalina a la parte inferior. Este último se basa en el movimiento de seis ruedas dentadas engranadas entre ellas y que para cada vuelta entera de cualquiera de ellas la rueda que hay en su izquierda realiza una décima de vuelta. La parte superior se compone por seis cilindros escondidos por regletas corredizas y seis discos que realizan las operaciones. De esta manera es capaz de llevar a cabo las cuatro operaciones elementales. Los cilindros llevan cifras de las tablas de multiplicar, los discos, con las ruedas dentadas interiores, se engranan entre ellas para permitir la suma. Las cifras se leen en las aperturas de la plancha central, marcadas a cada una de las ruedas. Era capaz de realizar operaciones hasta un máximo de 6 dígitos. Contaba, a más, con una campana que avisaba cuando se producían errores de desbordamiento. 